# エドワード・イースト
エドワード・ハザード・イースト (Edward Hazzard East) 、あるいはE・H・イースト（1830年10月1日 - 1904年11月12日）は、南北戦争中北軍の占領下にあったテネシー州を治める軍政長官アンドリュー・ジョンソンによって同州の州務長官に指名され、1862年から1865年まで務めた。ジョンソンが1865年3月4日に副大統領に就任した後は、「選挙された」州知事たるウィリアム・G・ブラウンロウが4月5日に就任するまでの間、イーストは「テネシー州知事代理」を務めた。
公式『テネシー州青書』（Tennessee Blue Book）は、イーストを公式な知事の一覧に含めていない。これは、テネシー州知事経験者の人数が資料によって異なる理由の1つである。
イーストは、1854年にレバノン法学校（のちのカンバーランド法学校）を卒業した。彼はヘンリー・クレイに倣ってホイッグ党員となった。彼は、南部諸州の連邦脱退には反対であった。エイブラハム・リンカン暗殺後、大統領となったアンドルー・ジョンソンはイーストをワシントンD.C.に呼び出し、イースト判事に「空いている任意の地位に就くよう勧めたが、彼はその全てを断った」。イーストは著名な法律家であり、連邦最高裁に持ち込まれた諸々の事件について論じた。また、南北戦争前後には演説者として知られた。イースト判事は、ヴァンダービルト大学評議会の設立委員5名のうち1人であった。
テネシー州ナッシュヴィルのオリヴェット・マウント墓地に埋葬された。